# 6837 Bressi
A 6837 Bressi (ideiglenes jelöléssel 1994 XN4) a Naprendszer kisbolygóövében található aszteroida. A Spacewatch projekt keretében fedezték fel 1994. december 8-án.